# 资敌罪
资敌罪，是《中华人民共和国刑法》所规定的一个罪名，最高可判处死刑。是指战时供给敌人武器装备、军用物资资敌的行为。

## 量刑
根据《中华人民共和国刑法》112条规定 战时供给敌人武器装备、军用物资资敌的，处十年以上有期徒刑或者无期徒刑；情节较轻的，处三年以上十年以下有期徒刑。

## 案例
顾同舟（1920-2007），原任中国人民解放军广州军区空军司令部参谋长、1971年9月5日顾同舟将中国共产党主席毛泽东谈话内容，密报给林彪集团，促使林彪提早发动反毛泽东政变。顾同舟还将毛泽东主席谈话内容整理成文字材料，派人于9月9日乘飞机送给从属林彪集团的周宇驰。中国人民解放军军事法院以资敌罪判处顾同舟有期徒刑11年，剥夺其政治权利3年，剥夺其二级独立自由勋章和二级解放勋章。